# James Lee Barrett

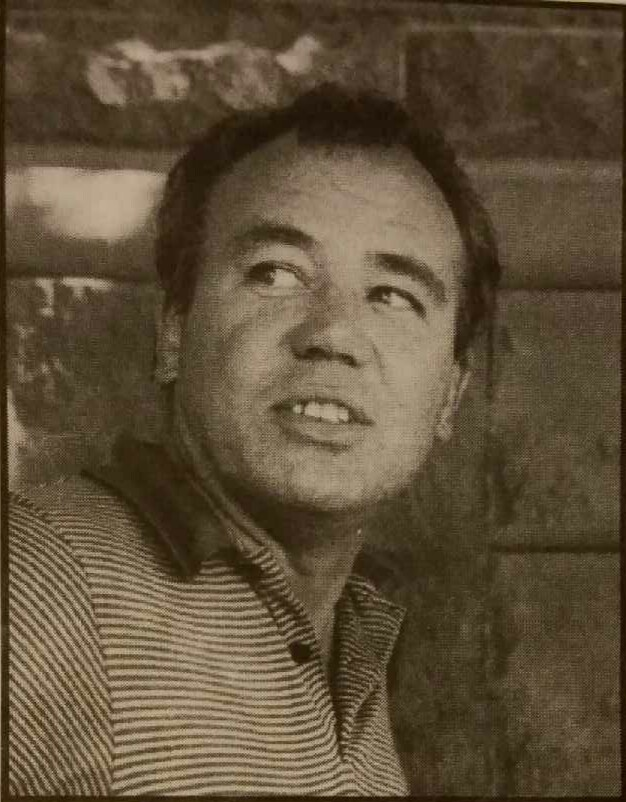
James Lee Barrett

James Lee Barrett (* 19. November 1929 in Charlotte, North Carolina; † 15. Oktober 1989 in Templeton, Kalifornien) war ein US-amerikanischer Drehbuchautor und Produzent.

## Leben
James Lee Barrett wuchs in Charlotte auf. Bevor er Drehbuchautor wurde, war er bei den United States Marine Corps, worauf sich auch sein erster Film namens The Murder of a Sand Flea bezieht. Im Alter von 59 Jahren verstarb er an den Folgen von Krebs.

## Filmografie (Auswahl)
- 1957: The D.I.
- 1959: On the Beach
- 1964: The Truth About Spring
- 1965: Die größte Geschichte aller Zeiten (The Greatest Story Ever Told)
- 1965: Der Mann vom großen Fluß (Shenandoah)
- 1968: Bandolero (Bandolero!)
- 1968: Die grünen Teufel (The Green Berets)
- 1969: Die Unbesiegten (The Undefeated)
- 1970: …tick… tick… tick…
- 1970: Geschossen wird ab Mitternacht (The Cheyenne Social Club)
- 1971: Something Big
- 1971: Die Gnadenlosen (Fools’ Parade)
- 1977: Ein ausgekochtes Schlitzohr (Smokey and the Bandit)
- 1978: Stubby Pringle’s Christmas
- 1979: Pferdelady (Wild Horse Hank)
- 1979: Mayflower: The Pilgrims’ Adventure
- 1980: Der Tag, an dem Christus starb (The Day Christ Died)
- 1980: Belle Starr
- 1980: Angel City
- 1986: Vengeance: The Story of Tony Cimo
- 1986: Flucht in Ketten (The Defiant Ones)
- 1986: Höllenfahrt nach Lordsburg (Stagecoach) (Fernsehfilm)
- 1987: Er kam aus der Sonne (The Quick and the Dead), TV-Film
- 1987: Poker Alice
- 1988: Jesse
- 1996: Pick Up – Das Mädchen und der Cowboy (Ruby Jean and Joe)

## Auszeichnungen
- 1975: Tony Award für das beste Buch eines Musicals